# Ізраїльське космічне агентство

Ізраїльське космічне агентство (ІКА; івр. סוכנות החלל הישראלית, Sochnut HaChalal HaYisraelit, англ. Israel Space Agency, ISA) — державна структура, частина ізраїльського Міністерства науки, технології та космосу, що координує всі цивільні космічні програми Ізраїлю з науковими та комерційними цілями. Агентство підтримує наукові дослідження та розробки з реальним економічним потенціалом, такі як розробка унікальних та інноваційних технологій.
Агентство було засноване фізиком-теоретиком і державним діячем професором Ювалем Неєманом в 1983 році для заміни Національного комітету космічних досліджень, який був заснований в 1960, для того, щоб підготувати інфраструктуру, потрібну для космічних місій. Сьогодні агентство очолюють професор Dan Blumberg як голова агентства та Uri Oron як його генеральний директор.

## Історія
Вперше Ізраїль почав створювати дослідницькі центри та цікавитися космосом з 1950 року. Ізраїльське космічне агентство виникло в результаті дослідницького проєкту Тель-Авівського університету на початку 1960-х років. У 1960 році був утворений Національний комітет з космічних досліджень Ізраїльською академією наук та гуманітарних наук. Комітет був створений для посилення дослідницької діяльності в різних навчальних закладах Ізраїлю. Хоча в той час, створення космічної програми не було однією з її основних цілей, проте протягом 60-х до кінця 70-х років комітет розробив інфраструктуру, необхідну для досліджень і розробок в галузі вивчення космосу та наук. Одне з ранніх досягнень НКРР відбулося в 1961 році - це був запуск власної першої двоступеневої ракети.
Після початку політичної напруженості з Єгиптом та Сирією розвідувальні польоти ставали дедалі важкими. У 1979 році була запропонована супутникова програма, після якої пройшов ще рік на її техніко-економічне обґрунтування. Дослідження було завершено наприкінці 1980 року; Сагуй просив від прем'єр-міністра Менахема Бегіна, щоб проєкт перейшоав до наступного етапу.
У 1982 році був поданий новий план «Офек-програма» для розробки супутника-спостерігача. Програма включала створення графіків, планування наземної станції, бюджетну оцінку та вимоги персоналу. Основна мета полягала в розробці своєї супутникової програми, не покладаючись на будь-які іноземні технології та ноу-хау, щоб забезпечити гнучкість та творчість виконавцям та не залежати від когось у майбутньому. Пускова установка була розроблена компанією Malam, два двигуни — Ізраїльською військовою промисловістю (IMI), а третій — компанією Рафаель.

### Створення космічного агентства
Наприкінці 1982 року було вирішено під час закритого засідання організувати створення ізраїльського космічного агентства (ІКА). Рішення прийняло прем'єр-міністр Менахем Бегін, міністр оборони Аріель Шарон та колишній директор Ахрон Бейт Халахмі. Початкова мета полягала в тому, щоб продовжувати розробку програми для пускових установок Ofeq і Shavit. У січні 1983 року уряд Ізраїлю уповноважив міністра науки і техніки проф. Юваля Неємана створити ізраїльське космічне агентство з метою просування космічної програми Ізраїлю, на відміну від НКРС, яка в основному використовувалася для проведення техніко-економічного обґрунтування та досліджень інфраструктури. У липні 1983 року ІКА було офіційно засноване в Тель-Авіві, щоб координувати національну космічну програму при належності до Міністерства науки, культури та спорту, а професор Дорр Саде був призначений його генеральним директором.
У 1984 році Національний центр космічних знань був створений у співпраці з літакобудівною організацією «Ізраїль»; був підписаний контракт між IAI та Міністерством оборони для розвитку необхідної інфраструктури та першого супутника-розвідника Ізраїлю. Це стало можливим у 1988 році, коли Ізраїль запустив першу в серії супутників Офек, і таким чином став однією з небагатьох країн світу, що володіє можливостями для запуску космічного простору. Управління проєктом на «Ізраїльській літакобудівній промисловості» очолював багато років доктор Моше Бар-Лев.
Була проголошена ціль — увійти в «клуб» космічних держав. В квітні 1983 року міністр зі справ науки та техніки, професор Юваль Нееман, об'явив про створення закладу, головною ціллю якого буде керівництво та координація зусиль в рамках національної космічної програми. В 1984 році спільно з Концерном авіаційної промисловості був заснований Національний центр космічних знань та підписаний контракт на побудову та запуск першого супутника-розвідника. Проєкт був успішно виконаний в 1988 році, коли був запущений перший супутник серії «Офек».
«Амос-1» був першим ізраїльським супутником зв'язку. Його розробка була заснована на досвіді створення супутника-розвідника «Офек»; апарат мав вагу 996 кілограмів та розмах сонячних батарей в 10 метрів. Він був створений на підприємстві «МАБАТ» концерну «Таасія авіріт». Загальна вартість програми оцінювалася в 210 мільйонів доларів, із яких 40 мільйонів було віддано за запуск французьким ракетою-носієм. Супутник був розрахований на 10 років використання. Він був запущений 16 травня 1996 року з Європейського космічного центру Куру в Французькій Гвіані та був у дії на орбіті 12 років. Він був першим в серії, розробка якого продовжується і по наш час.
Голова ізраїльського космічного агентства Іцхак Бен-Ісраель 20 вересня 2011 року оголосив про досягнення принципової угоди з міністерством фінансів на виділення 300 мільйонів шекелів на розвиток національної космічної галузі на майбутні найближчі п'ять років. Як повідомляє газета The Marker, в п'ятирічний план входила розробка та створення трьох нових супутників зв'язку та одного супутника для фотографування земної поверхні.

## Принципи та майбутнє
Основна позиція агентства, яка була визначена керівним комітетом 27 липня 2005 року, зазначає: «Космічні дослідження та дослідження взагалі є важливим інструментом захисту життя на Землі», важливим є технічний прогрес, ключ до існування в сучасному суспільстві, необхідний для розвитку економіки, заснованої на знаннях, а також привабливість для наукових та кваліфікованих кадрових ресурсів «. Метою є збереження та розширення переваг Ізраїлю та його гідне місце серед групи провідних країн у галузі космічних досліджень та розвідки». Основними цілями реалізації програм є:
- Побудова і підтримування супутникової системи космічних досліджень та дослідження планети Земля з космосу.
- Розвивати технології, знання та наукову інфраструктуру (включаючи лабораторії та людську компетентність), необхідну для космічних досліджень.
- Сприяти міжнародному співробітництву в космічних дослідженнях, а також у посиленні національних інтересів Ізраїлю.
- Сприяти зв'язкам між ізраїльським суспільством, дослідженням космосу з США (НАСА), Французьким (CNES), Канадою (NSAU), Росією (RKA), Нідерландами (NIVR) та Бразилією (AEB), Індією, Україною (ДКА).

## Бюджет
У 2010 році бюджет Ізраїльського космічного агентства був збільшений до 80 мільйонів доларів, щоб покращити та зробити масштабнішою космічну діяльність агентства в галузі досліджень і розробок. Бюджет не включає розробку ракети-носіїв та більшість супутникових програм. Як правило, такі програми фінансуються за проектом. Наприклад, програма Проект Venus, спільна програма Ізраїлю (ISA) та Франції (CNES), яка розпочалася в 2014 році, і має бюджет у розмірі 50 мільйонів доларів. Супутник запущено у 2017 році.

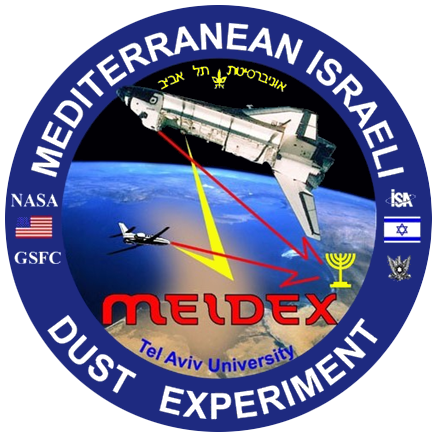
MEIDEX Ракетне агентство

## Супутникові програми
Ізраїльське космічне агентство має довгу історію супутникових програм як для розвідувальних, так і комерційних цілей. Його перший супутник, Офек-1 був запущений 19 вересня 1988 року з Airbase в Пальмхім в Ізраїлі. З моменту запуску цього першого супутника Ізраїль перетворився на значного гравця на комерційній космічній арені. Сьогодні супутникова програма ІКА включає:
- Офек- Серія розвідувальних супутників. Перший з них був запущений з авіабази Пальмахіму 19 вересня 1988 року.
- Амос — серія ізраїльських супутників зв'язку. Були першими супутниками зв'язку в Ізраїлі.AMOS розроблюються Ізраїлем. Сьогодні експлуатуються приватною компанією Spacecom.
- Ерос — це серія ізраїльських комерційних супутників, що здійснюють спостереження Землі, розроблених та виготовлених компанією Israel Aircraft Industries.
- Techsat — Дослідницькі супутники, що запускаються Ізраїльським технологічним інститутом
- TechSAR — супутник для спостереження на основі SAR.

### Серія Супутників Офек

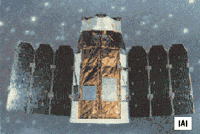
Офек-3

Після першого успішного запуску Офек-1, в 1988 році були розроблені декілька інших додаткових супутників. У 1989 році ІКА запустила Офек — 2; в квітні 1995 року він зробив значний стрибок вперед із запуском  Офек-3, який був зроблений включенням передових електрооптичних приладів навантаження, побудованих ізраїльською промисловістю для місцевих цілей. Офек-3 був першим експлуатаційним ізраїльським супутником з розвідувально-розвідувальними можливостями. Після неполадок з  Офек-4, який був запущений у 1998 році та не вийшовши на орбіту зв'язок було втрачена та апарат загублено. Офек-5 було успішно запущений у травні 2002 року.
Офек-6, запущений 6 вересня 2004 року, зіткнувся з іншою невдачею пускової установки, не вдалося досягти навколоземної орбіти і він впав в море. Поломка пускової установки мала місце через третій ступінь запуску Шавіту.
Офек-7 було успішно запущено 11 червня 2007 року за допомогою пускової установки Шавіт.
Офек-8 позначення використовується для супутника радіолокації синтезованого діафрагми TecSAR, запущеного індійською ракетою 21 січня 2008 року.
Офек-9 було успішно запущено 22 червня 2010 року з авіабази Пальмахім за допомогою модернізованої пускової установки Шавіт.
Офек-10, що забезпечує радіолокацію високої роздільної здатності, було успішно запущено 9 квітня 2014 року від авіабази Пальмахім, використовуючи оновлену пускову установку Шавіт.
На сьогоднішній день запущено одинадцять таких супутників з серії Офек Супутників-розвідників були розроблені та запущені на орбіту. Останній, Офек-11, був запущений 13 вересня 2016 року.

### Серія супутників Амос

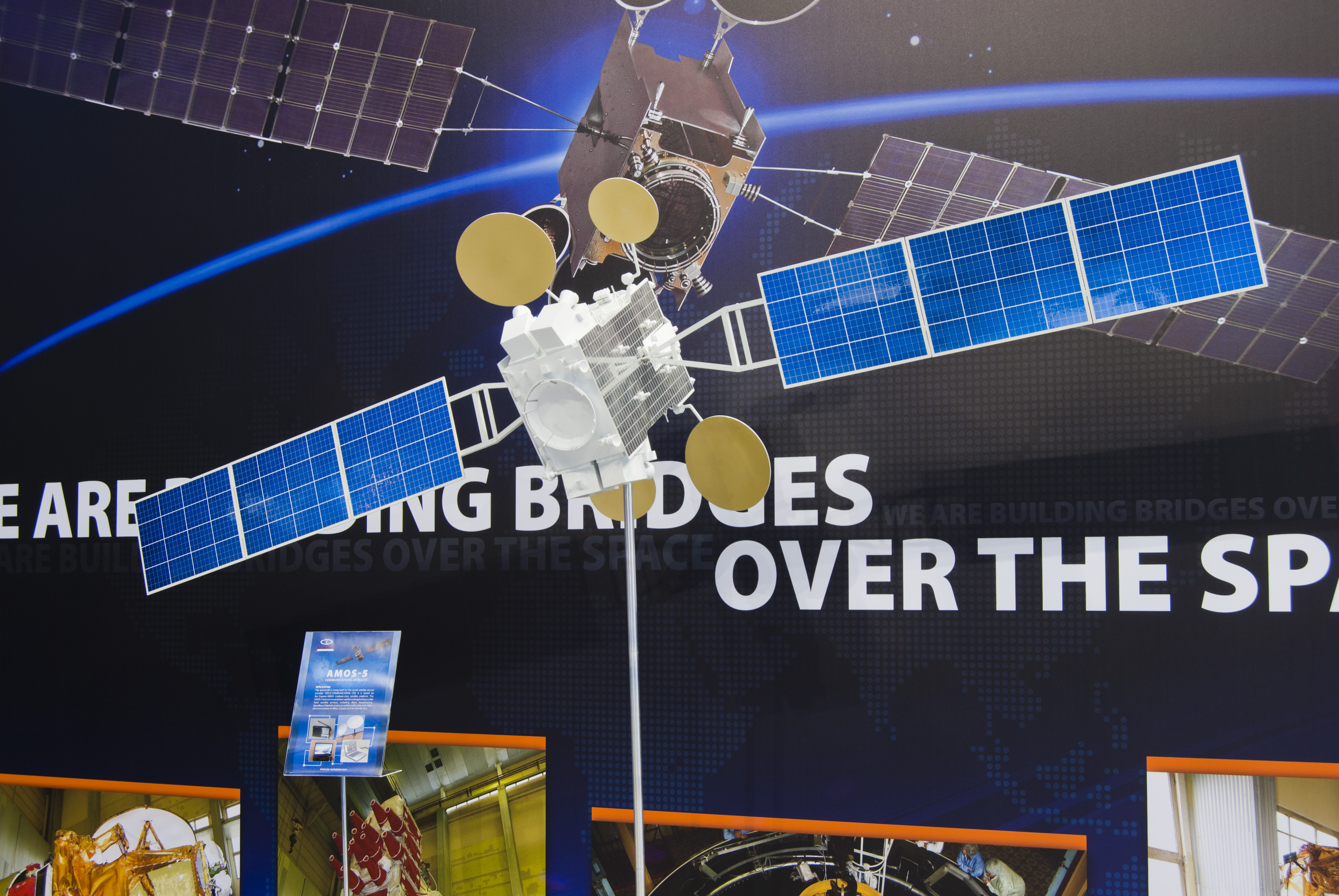
Модель Амос-5 виставленого на IFEMA в Мадриді

"' Амос "' — серія супутників зв'язку.AMOS розроблюються Ізраїлем та експлуатуються приватною компанією Spacecom. Перший супутник у серії Амос-1 був запущений 16 травня 1996 року за допомогою французького космічного центруКуру.Вартість першого супутника була 210 мільйонів доларів початково планувалось 10 років експлуатації а було відпрацьовано на орбіті 12. З тих пір було запущено ще 4 супутника. Останній супутник Амос — Амос-5, був запущений 11 грудня 2011 року.
Амос відрізняється своєю легкою вагою та прекрасними технологіями. Амос-6 буде встановлено для запуску в 2016 році, щоб замінити Амос-2, який тоді припинить роботу.

### Серія Супутників Ерос

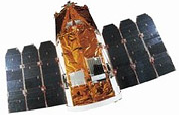
є Ерос-B Супутник

Супутник спостереження Земельних ресурсів (EROS) являє собою серію комерційних супутників спостереження Землі. Перший супутник EROS A був запущений 5 грудня 2000 року з космодрому Свободний за допомогою російського Пуск-1. Другий супутник EROS B був запущений 25 квітня 2006 року.
```
Нову Серію EROS планується по новому запускати  раз на 6 - 8 років. 
EROS C
 буде запущений наприкінці 2014 року.
```

### Серія Супутників TechSAR
«'TechSAR»' — це розвідувальний супутник, обладнаний радіолокатором. Супутник приспособлений для проникнення в товсті шари хмар, обладнаний великою антеною, що надає сигнал тарілці, для передачі та прийому радіолокаційних сигналів. Супутник був успішно запущений 21 січня 2008 року. Через два тижні після запуску посол Ірану Сейед Мехді Набіцаде заявив на прес-конференції в Нью-Делі, що за це негативно вплине на відносини Ірану щодо індійського уряду щодо запуску. Він підкреслив свою надію на те, що «мудрі та незалежні країни, такі як Індія, не надають свої передові космічні технології для здійснення шпигунських операцій проти Ірану».
Проте індійці наполягають на тому, що запуск був суто комерційним.

## Пускові можливості

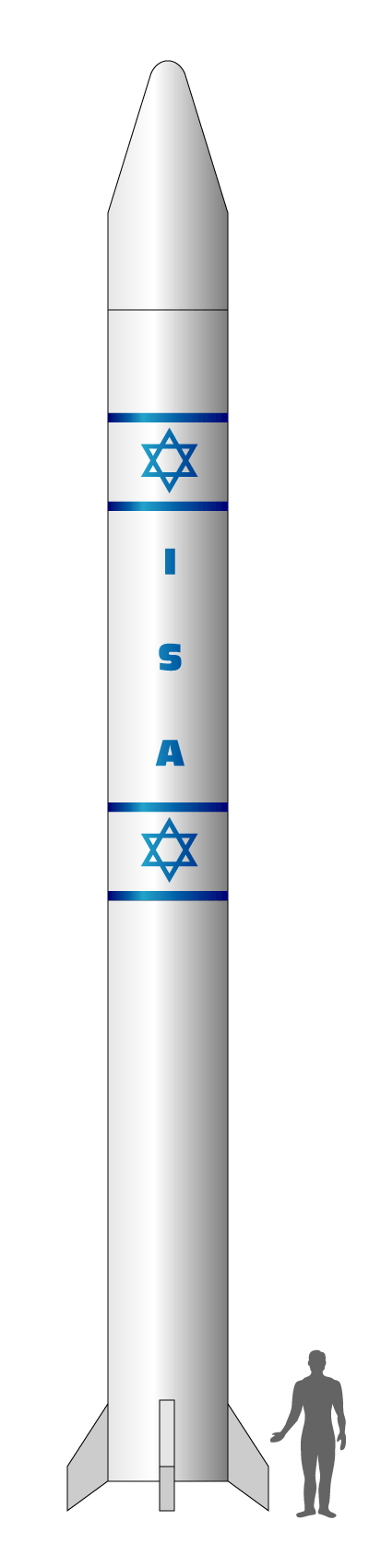
Шавіт Ракета. Порівняння росту людини до довжини ракети.

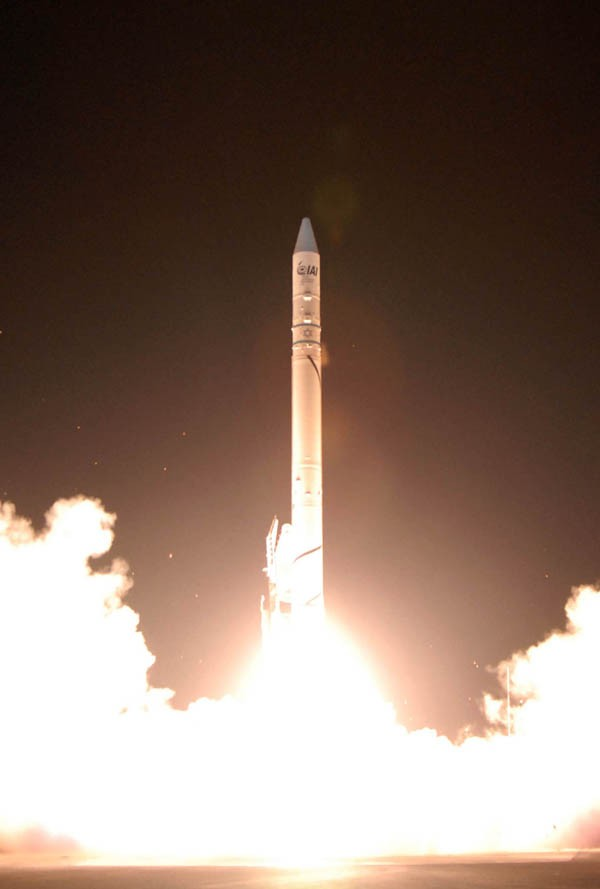
Шавіт Ракета-носій

Ізраїль завдяки своєму агентству входить до тих семи країн, які мають можливість повністю збирати та запускати свої супутники. Шавіт це космічна Ракета-носій, яка виводить певний вантаж на Навколоземну орбіту. Ракети Шавіт використовувалися для того щоб доставляти носії Офек у космос.
Розвиток проекту «Шавіт» почався в 1983 році, і його експлуатаційні можливості були доведені під час трьох успішних запусках супутників Офек від 19 вересня 1988 року; 3 квітня 1990 року; і до 5 квітня 1995 р.
Пускові пристрої Шавіт дозволяють запускати мікро/міні-супутники доволі дешево та з високо-надійним чином на орбіту. Пускова установка Шавіт розроблена заводом Malam, одним з чотирьох заводів в IAI Electronics Group. Фабрика має великий досвід у розробці, проектуванні, тестуванні операційних систем для використання в космосі.
Шавіт також ж триступеневою ракетою, що використовує твердого палива підсилювачі, багато чого ще позичила з 2 етапної ракети Єрихон-II яка є балістичних ракетою. Двигуни першого та другого ступенів виробляє компанія Ta'as і використовують тверде паливо. Третій ступінь двигунів виробляються Rafael Advanced Defense Systems. Наступне покоління ракет «Шавіт», тепер називається «Шавіт-2». Сьогодні Шавіт-2 здійснює комерційні запуски ракет та вантажу.

### Палмахім космічна пускова авіабаза
Ізраїльське космічне агентство експлуатує авіабазу, розташовану в кібуці Пальмхім.
Через географічне розташування Ізраїлю та ворожі відносини з сусідніми країнами, запуски ведуться на захід, над Середземним морем. Це зроблено, щоб уникнути польотів над ворожими територіями. Це зроблено також заради того, щоб запобігти падінню можливих уламків над територіями населених людьми. Це обмежує на 30 % його можливості підйому та здійснення перельотів.
Деякі з останніх запусків ISA включають:
- 11 червня 2007 р. — Офек-7 запуск супутника;[9]
- 22 червня 2010 — Офнк-9 запуск супутника[10]
- 10 квітня 2014 — Офек 10 запуск супутника[11]

Кілька додаткових запусків планувалося зробити на період з кінця 2014 року та 2015 року.

## Дослідження космосу
IKA несе відповідальність за фінансування та за велику кількість організації університетських дослідницьких проектів та урядових проектів. Мета полягає в активізації наукових досліджень та розробок в космосі на академічній арені. Ізраїльське космічне агентство прагне сприяти розвитку космічних досліджень та розвитку космічних технологій в рамках спрямованих на розвиток ізраїльським наукових досліджень.

### Національний центр знань з NEO

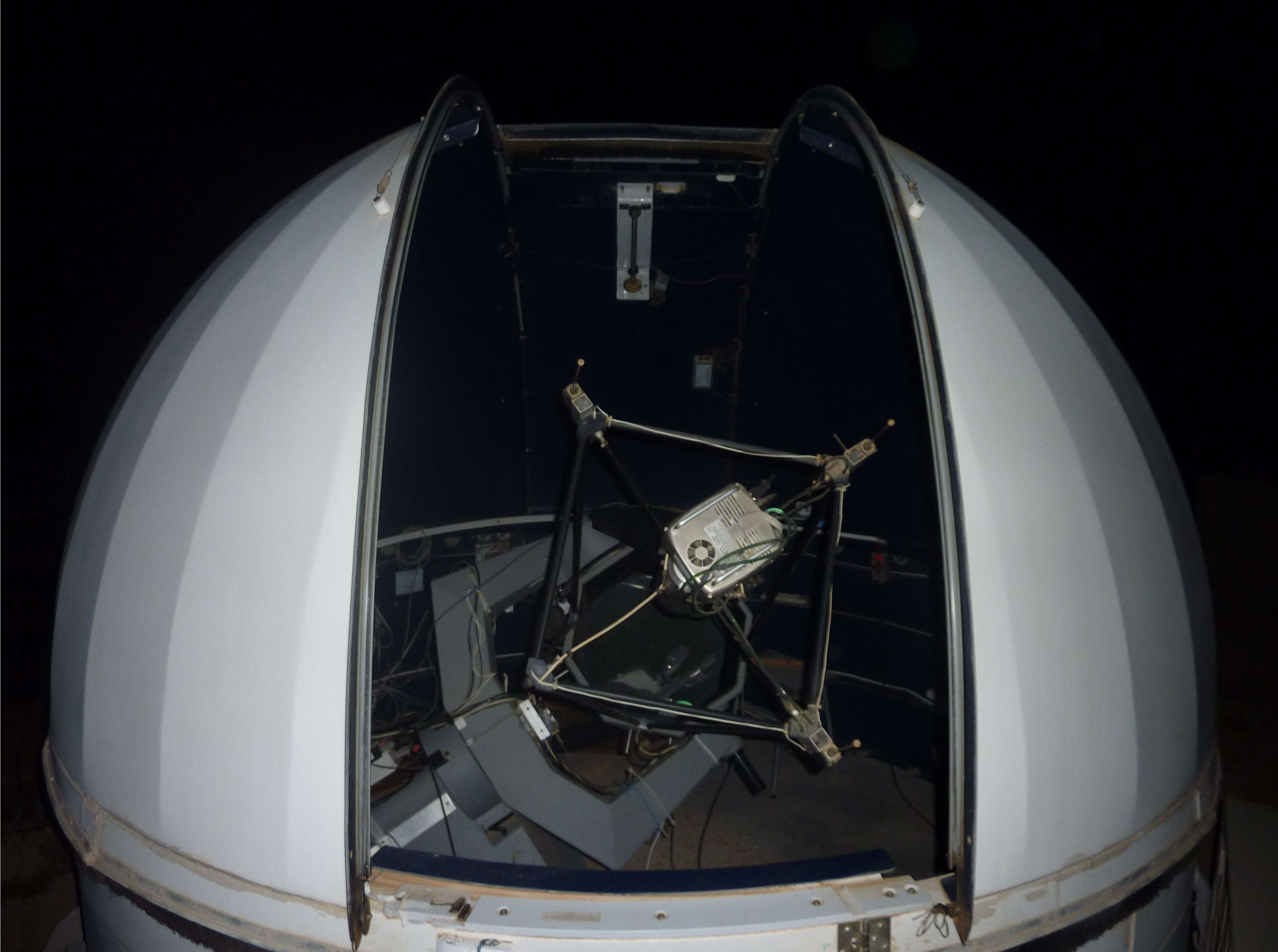
Невеличкий 46-сантиметровий телескоп в Обсерваторії Вайза

ІКА та Міністерство науки і технологій створили та ввели в експлуатацію Національний центр знань про об'єкти навколо Землі в Тель-Авівському університеті для вивчення невеликих об'єктів у сонячній системі. Головна мета полягає в тому, щоб відобразити об'єкти, які представляють загрозу для Землі, і знайти рішення для їх усунення.
Цей центр очолює доктор Ноах Брош з Тель-Авівського університету і керує трьома телескопами Обсерваторії Вайза. Для цілей та досліджень НЕО був придбаний спеціальний широкоформатний 0,46-cm телескоп Тель-Авівським університетом і працює в обсерваторії.
Він розташований неподалік від Місце Рамону. Телескоп здійснив відкриття кількох десятків нових астероїдів і зараз інтенсивно використовується для вивчення обертання астероїдів та властивостей астероїдів. Після припинення фінансування від ІКА астероїд дослідження в Обсерваторії Вайса без конкретної фінансової підтримки.

### Ізраїльський центр космічних променів
Ізраїльський центр космічних променів (ICRC). Цей центр розташований на горі Хермон і його очолює доктор Гедеон Бела та професор Лев Дорман з Тель-Авівського університету.
Метою центру є моніторинг та прогнозування небезпечних метеорологічних та космічних явищ. Це включає в себе спостереження та дослідження за сонячними променями, ультрафіолетовим випромінюванням, спостереження за великими зірками, що створюють магнітні бурі. Ці явища можуть поставити під загрозу електронні системи в супутниках і космічних шатлах, охороні космонавтів, електронні та навігаційні системи в літальних апаратах, що летять на надзвичайно високих висотах і наземних енергетичних системах.
(«'ESOI»') Його було доставлено до гори Хермон, в Ізраїль, у червні 1998 року. Обсерваторія була названа на честь італійського фізика і лауреата Нобелівської премії Еміліо Дж. Сегре.

### EOSDIS ISA-MEIDA
Ізраїльське космічне агентство- Близького Сходу Інтерактивний Архів даних (ISA-MEIDA). Даний проект є ізраїльською програмою для NASA EOSDIS (системи спостереження за даними Землі та інформаційних систем). Він був створений у жовтні 1996 року в рамках угоди про співробітництво між директором НАСА та директором IKA. Це єдина команда в країні, яка зосереджує увагу на зборі та збереженні екологічної інформації в Ізраїлі. ISA-MEIDA була створена з метою обслуговування центру обробки даних на Землі, доступного через Інтернет, для дослідницької спільноти та широкої громадськості безкоштовно.
Дослідження, очолює професор Піньяс Альперт, воно фінансується МСА як частина програми розвитку космічної науково-технічної інфраструктури. Вузол інтегрований із глобальною інформаційною системою NASA, яка включає в себе систему даних та інформаційної системи «Наука про навколишнє середовище». Він також містить дані дистанційного зондування від супутників NASA та NOAA, а також дані з інших джерел, таких як метеорологічний радари та показання від метеостанцій. Інформація, зібрана системою, має вирішальне значення для досліджень, пов'язаних із навколишнім середовищем та водою, особливо в контексті різких глобальних екологічних змін та глобального потепління.

### Ультрафіолетові дослідження Тель-Авівського університету
"Ультрафіолетові дослідження Тель-Авівського університету" (TAUVEX) це дослідження, які здійснюються за допомогою масивного космічного телескопа, придуманого Ноахом Бошом в університеті Тель-Авіву. Врешті-решт, він був розроблений та побудований для університету за допомогою El-Op. TAUVEX — це скупчення трьох  20-см телескопів для спостереження за ультрафіолетом, що фінансується Ізраїльським космічним агентством. Він повинен був бути запущений Індією на борту супутника ISRO GSAT-4, але через невідповідність між можливостями запущеного та масового супутника, ISRO вирішила в односторонньому порядку скасувати TAUVEX на користь GSAT- 4 Телескоп опинився в черзі постійних затримок. У 2012 році ISA вирішила припинити проект TAUVEX.

### TechSat-Gurwin Мікросупутник
Gurwin TechSat  був одним із перших в світі Мікросупутників, який повністю був розроблений, створений та запущений студентами. Супутник був розроблений в університеті Техніон.Запущений 10 липня 1998 року. Супутник був великим успіхом, який працював більше 11 років -і створив світовий рекорд найдовшої космічної місії серед університетів. Місія була завершена в квітні 2010 року.

### Sloshsat-FLEVO
Sloshsat-FLEVO був супутником, запущеним для вивчення космічних явищ структурної динаміки. Супутник був розроблений у співпраці між Голландська лабораторія НЛР, Fokker Space та  Рафаель. Супутник допомагає Ізраїльському космічному агентству та Європейському космічному агентству (ESA). Ізраїльське космічне агентство ініціювало проект і частково профінансувало його, надаючи систему підводних сил.
Силова установка, фінансована IKA, працює на холодному газі і складається з чотирьох каністр високого тиску з піротехнічною активацією. Система може виробляти як лінійне прискорення, так і крутний момент, необхідний для виконання слабких досліджень. Він спеціально розроблений для подолання серйозних об'ємних обмежень, що виникають у типових супутниках.

## Поточні проекти
Ізраїльське космічне агентство окрім підтримки та отримання даних від старих супутників планує здійснити ряд польотів мікросупутників, далі досліджувати космос за допомогою телескопів.

### VENµS

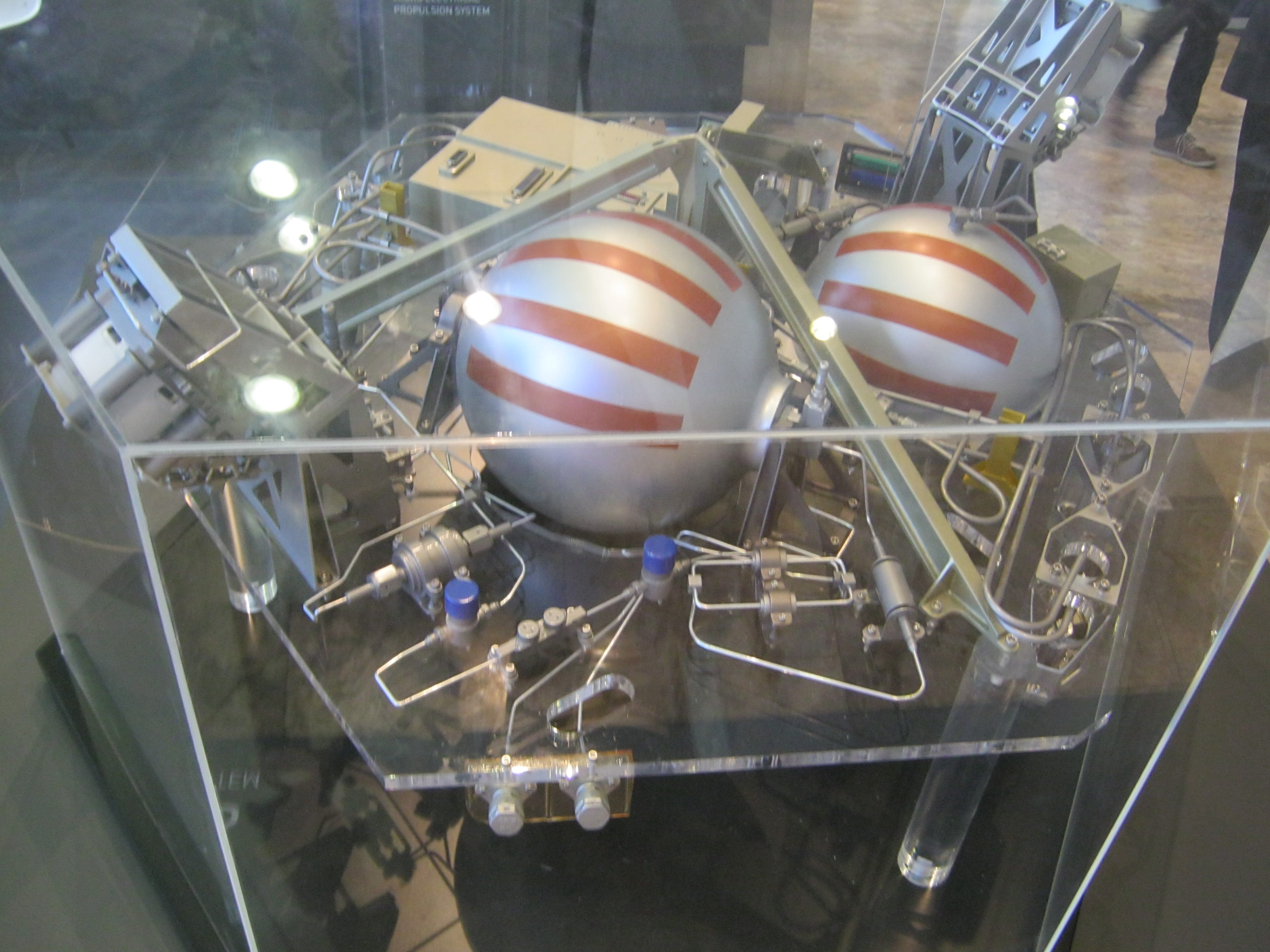
Вуральна силова плита, яка працює на хімічній, так і електричній енергії, а також від двигуна IHET, модель показана на 66-му IAC в Єрусалимі

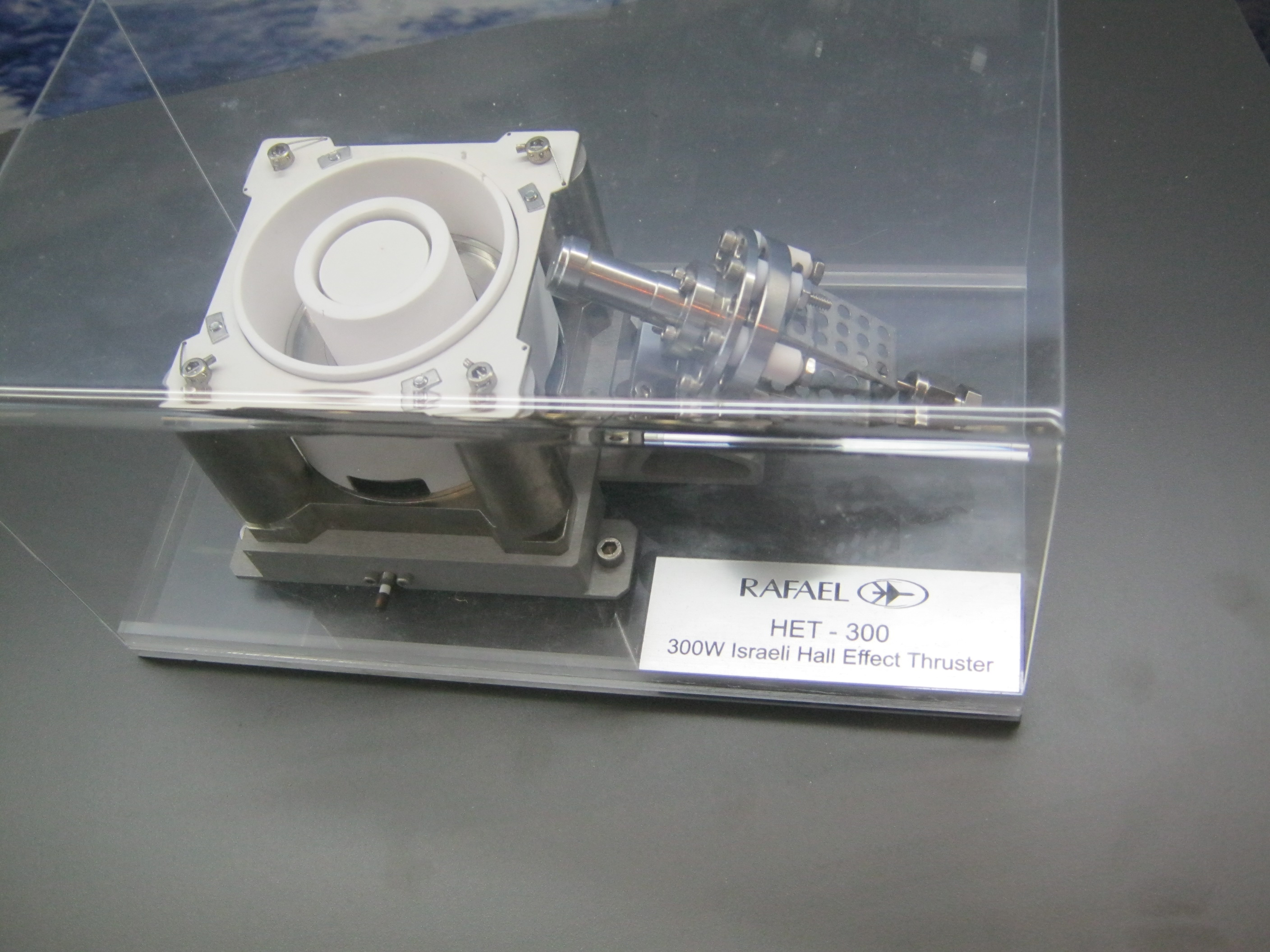
Прилад плазменного двигуну IHET випробуваний у польоті як частина місії.

Моніторинг рослинності та навколишнього середовища на новому мікро-супутнику (VENµS) це супутник для спостереження за Землею з використанням надспектрального датчика, присвячений моніторингу рослинності та живого. Це перше спроба співробітництва між Ізраїлем (ІКА) та Францією (CNES). Наукова мета VENμS — «надання даних для наукових досліджень, що стосуються моніторингу, аналізу та моделювання функціонування поверхні суші під впливом факторів навколишнього середовища, а також діяльності людини». Ізраїльське космічне агентство відповідає за космічний корабель, інтерфейс пускової установки та центр управління супутником. Національний центр космічних досліджень Франції відповідає за поставку надспектральної камери та керівництвом центру наукових місій. Запуск здійснили 2 серпня 2017 року.

### OPsat
OPsat це супутник оптичного спостереження високого розширення нового покоління призначений для розвіданих цілей. Він розроблений так, щоб важити 300 кг. Супутник, здатний виявляти об'єкти діаметром близько до 50 сантиметрів. Він буде оснащений камерою з сенсорами ПЗЗ / TDI, які створюватимуть як панхроматичні зображення з дуже високою роздільною здатністю, так і багатоспектральні зображення із середньою роздільною здатністю. Супутник буле встановлений на орбіті. Очікується, що тривалість місії буде приблизно 10 років.

### ULTRASAT

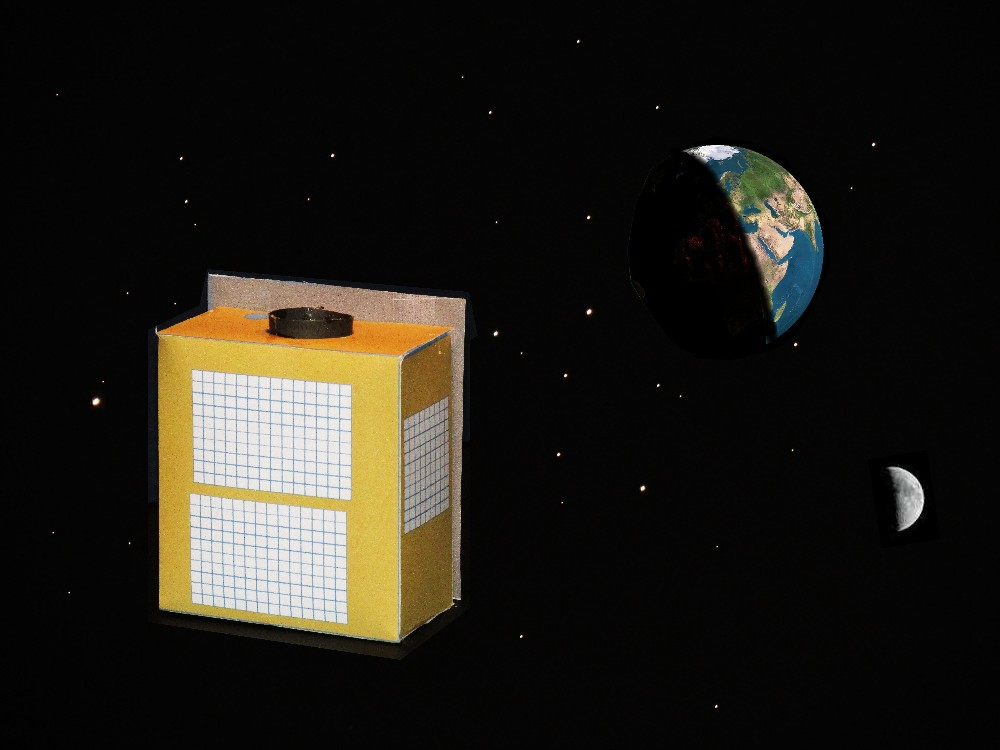
Модель запланованого супутника ULTRASAT

ULTRASAT супутник (також відомий LIMSAT-UV) з великим полем(~1000deg2), транзит супутник з місією перевезення. ULTRASAT планується оснастити вісьмома телескопами, оснащених ПЗЗ-камерами та світлофільтрами. В нього 10 разів нижча чутливість, ніж у GALEX, але поле зору більше у 1000 разів. Також планується, що коефіцієнт виявлення тривалості ультрафіолетових променів у буде більший у 30 разів, ніж у GALEX. Планується, що ULTRASAT буде розроблений всього за 3-4 роки і коштуватиме кілька десятків мільйонів доларів замість кількох сотень мільйонів. ULTRASAT
буде спостерігати великою частиною неба, більше 200 квадратних градусів, змінюючи своє розташування кожні півроку між південною та північною півкулею. Супутник буде орієнтуватися на Землю на висоті близько 300 &   км над геосинхронною орбітою, отримуючи «їзду» як вторинну корисну навантаження при обвалі ракети, що несе супутник зв'язку. Спільна американо-ізраїльська пропозиція щодо цього проекту була представлена НАСА командою від Caltech / JPL (Лабораторія реактивного руху, Інституту ім Вейцмана та Israel Aerospace Industries (IAI). Ізраїльська частина буде фінансуватися Ізраїльським космічним агентством і супутник буде запущений десь у 2021 році.

### INSAT-1 & INSAT-2
INSAT-1 та INSAT-2 Два сателіти, що на даний час знаходяться під розробкою Ізраїльською асоціацією супутників. Їх метою є тестування нових промислових компонентів в реальних умовах зовнішнього простору, перш ніж встановлювати їх на супутники, що коштують десятки і сотні мільйонів доларів.
INSAT-1 має мініатюрний атомний годинник і приймач GPS.

### Проект ШАЛОМ
Проект Шалом (Космічна гіперспектральна аплікативна місія на суші та океані) є спільним проектом з італійського космічного агентства (ASI), про яку було оголошено в листопаді 23, 2010. Проект передбачає проектування та розробку двох супутників, що передаватимуть гіперспектральні зображення та будуть вести спостереження за землею. Вони налаштовані бути на тій ж орбіті, що і Cosmo SkyMed. Він буде інтегрувати радарні спостереження за допомогою спостережень у видимому інфрачервоному та ультрафіолетовому режимі. У жовтні 2015 року було підписано меморандум про взаєморозуміння, і система повинна повністю функціонувати і бути запущеною в 2021 році. Очікується, що цей проект буде коштувати понад 200 мільйонів доларів, при цьому вартість розподілиться рівномірно між двома країнами.

### САМСОН
Космічна автономна місія з роїння та геолокації наносупутників (САМСОН) це проект, ініційований Техніоном Інститутом космічних досліджень ім. Нормана і Хелен Ашерів. САМСОН складається з трьох наносупутників, що розробляються, з метою отримання високої точності географічних цивільних сигналів з землі для рятувальних цілей. SAMSON планується впровадити та продемонструвати Техніоном — розроблені алгоритми польоту, що використовують силову систему нано-супутників. СПМСОН є студентським проектом із технічною допомогою багатьох партнерів даної галузі, таких як RAFAEL.

## Пілотовані програми
Хоча IKA ще не здійснює власних космічних польотів, проте з середини 90-х років між Ізраїльським космічним агентством та НАСА була досягнута домовленість про співпрацю, яка призвела до того, що астронавт ізраїльтянин здійснив політ у ході місії НАСА

### Ілан Рамон

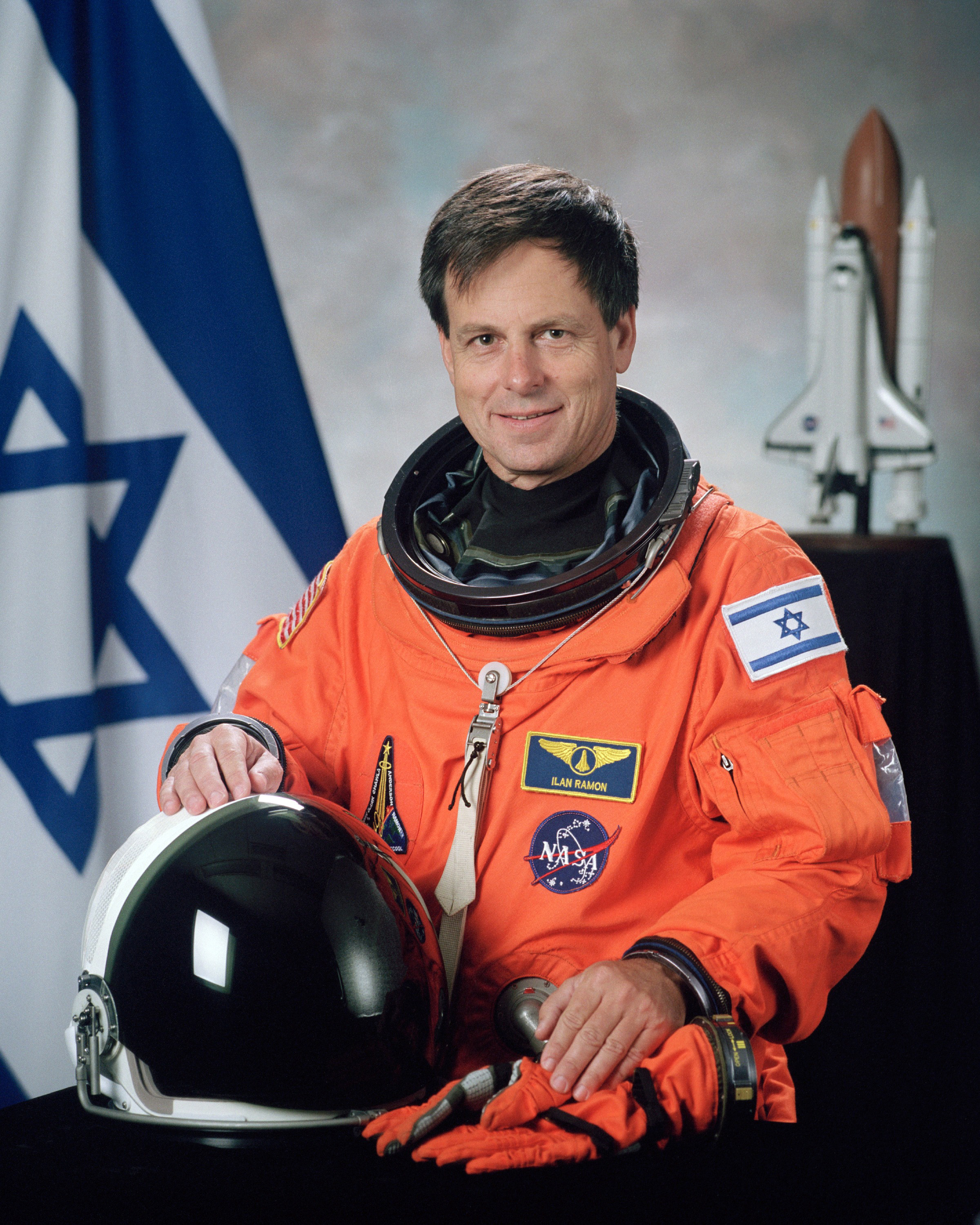
Ілан Рамон — перший ізраїльський астронавт

Ілан Рамон був першим ізраїльським астронавтом]].
Рамон був спеціалістом з космічних кораблів на борту сумно відомого своїм смертоносних кінцем завдання STS-107 місії Колумбія (шатл), у якому він і шість інших членів екіпажу перли в катастрофи на шатлі Коламбія над півднем Техасу. Рамон був обраний як спеціаліст з вантажопідйомності у 1997 році і навчався у космічному центрі імені Діалог Джонсона Х'юстоні, штаті Техас, з 1998 по 2003 рік. Програма місії включала встановленнябагатоспектральної камери для спостереження за пустельним аерозолем (пил).

#### Міжнародна щорічна космічна конференція ім Ілана Рамона
Міжнародна щорічна космічна конференція ім Ілана Рамона-
це данина першому ізраїльському космонавту, полковнику Ілану Рамону. Інститут стратегічних досліджень космічного та космічного простору "Fisher Brothers Institute for Air & Space Strategic Studies " проводить щорічну конференцію з 2006 року. Конференція створена з метою об'єднання космічної спільноти Ізраїлю та міжнародних колег. Протягом багатьох років на конференції брали участь видатні вчені, керівники космічних агентств та видатні світові діячі.

## Експерименти здійснені за допомогою шатлів НАСА
IKA провело ряд експериментів, як пілотованих так і безпілотних, у співпраці з НАСА, використовуючи космічні шатли. У жовтні 1996 року NASA та IKA підписали угоду про спільне співробітництво у сфері мирного використання космосу — угоди, спрямованої на розвиток спільних програм, що становлять взаємний інтерес між країнами.

### Дослідження Хорнета від Ізраїльського космічного агентства
Дослідження Хорнета від Ізраїльського космічного агентства (ISAIAH) була часьиною проекту Тель-Авівського Університету, яка була розпочато на початку 1990-х років для вивчення впливу майже нульової сили тяжіння на щершнів, їх фізичного і фізіологічного розвитку та їх створення гнізда. Літальні апаратні засоби та вимірювальні прилади були замовлені ISA і побудовані ISI. Головна мета місії полягала в тому, щоб виявити способи запобігання від стражданням під час перебування у космічних апаратах від головного болю, нудоти та блювоти.
У 1992 році на літо Індевор місії STS-47 були упаковані 230 Шершнів, апарати для польоту та вимірювальні прилади.

### Ранній розвиток ембріонів у мікрогравітації
Ранній розвиток ембріонів у мікрогравітації досліджувався у Єврейському університеті. Експеримент, призначений для визначення, чи можуть клітини ембріонів мишей нормально розвиватися в умовах мікрогравітації в космосі. Очікується, що результати експерименту допоможуть зрозуміти розвиток ранніх ембріональних клітин, які дадуть уявлення про можливості репродукції людини космосі. На борту шатлу Колумбія місія STS-80 була розпочата у 1996 році.
Під час цієї ж місії також проводився другий експеримент, що досліджував зростання клітин остеобластів в середовищі мікрогравітації. Під час STS-80 остеобласти вирощувались у мікрогравітації, використовуючи спеціалізоване обладнання. Остеобластичні клітини, що виросли в космосі, тоді порівнювали з остеобластичними клітинами, вирощеними в Землі. Дослідження виявило численні зміни між двома клітинами. Клітини мікрогравітації показали меншу швидкість проліферації, нижчий обмін речовин і змінену клітинну структуру.
Пізніше експеримент з клітинами остеобластів був поранений з впливом на організм космонавта Джона Глена на борту Шатлі Діскавері, STS-95. Тести включали ефект зі зміною простору на зміну кісток мишей. Крім того, процес втрати кальцію в кістці миші був пізніше порівняний з тим, що відбулося в організмі Гленна та ефективності додавання вітаміну D кальцію під час остеопорозу.

## Місячна програма

### Ізраїльський план по висадці на Місяць
Ізраїльське космічне агентство виступило спонсором програми ізраїльського організації SpiceIL з висадки космічного корабля на Місяці. Крім того, також IKA співпрацює з НАСА про майбутні програми досліджень Місяця. Важливою віхою у здійсненні цих планів є те що було підписано спільну декларацію НАСА та Ізраїльського космічного агентства, що зробило Ізраїль членом клубу досліджень Місяця. НАСА та сприятиме співпраці між цими двома установами. INLSE сподівається надати свій технічний та інженерний досвід для досягнення широких цілей місячної науки в освоєні Місяця. Угода надає важливі можливості обом стонам, зокрема NASA використання лазерів, розробку передових датчиків для дослідницьких завдань сонячної системи та автоматичної навігації приладів.

### SPECE IL
SpaceIL є позадержвною
організацією, що включає безліч багатопрофільних груп ізраїльських вчених та представників космічної галузі. Організація була сформована для участі в міжнародному конкурсі Google Lunar X Prize.
Група SpaceIL розробляє роботозований космічний корабель, побудований за формою як мікросетеліт, вагою близько 500 кг. Він призначений для запуску, а потім приземлення на Місяць, що буде носити прапор Ізраїлю.
Щоб виграти у конкурсі, ця організація повинна бути першою, яка запустить, долетить і приземлиться на Місяці, після чого повинна передати живе відео на землю. Якщо команда переможе, вони мають намір пожертвувати приз, близько 30 мільйонів доларів, на космічну освіту.
В жовтні 2015 року SpaceIL заключила контракт на запуск з SpaceX Falcon 9. Представники GLXP об'явили, що договір SpaceIL не порушував умови і конкурс буде продовжений до кінця 2017 року. Конкурсі рамки знову продовжили до березня 2018 року, подальша доля вирішується.
Станом на червень 2017, космічний апарат проходить інтеграційні тести та перевірки. У листопаді 2017 року, SpaceIL оголосила що їй потрібні $30M, щоб закінчити проект. Моріс Кан оголосив, що він йде у відставку, проте пообіцяв $10M якщо організація знайде десь ще $20M. У січні 2018 року, X Prize Foundation оголосив, що термін дії конкурсу не буде продовжений до 31 березня 2018 року. SpaceIL оголосила, що вона продовжуватиме збирати кошти для досягнення кінцевої мети і висадці на Місяць до кінця 2018 року.

## Космічна Промисловість та Індустрія

### Промислові групи
Окрім університетських досліджень, ряд великих промислових груп активно співпрацює з Ізраїльським космічним агентством.

### IAI
Israel Aerospace Industries (IAI) -це головний виробник аерокосмічної та авіаційної галузі Ізраїлю, що виробляє повітряні системи для військового та для цивільного використання. IAI вступив у економічні відносини 90-х років і з тих пір відповідає за розробку більшості ізраїльських цивільних і військових супутників, зокрема Амос і Ofeq.

### Система Ельбіт
Ель-ОП, яка об'єдналася у Elbit Systems у 2000 році, що є найбільшою компанією, яка займається дослідженнями та розробкою в області космічних камер та передових телескопів, що працюють на різних панхроматичних, подвійних частотних, мульти- і супер спектральних датчиках. Допомагає Ізраїльському центр дослідження космосу в галузі електро-оптики.

### Rafael Advanced Defense Systems
Rafael Advanced Defense Systems є ізраїльським авторитетним розробником зброї та військової техніки. Він несе відповідальність за більшість силових систем космічного корабля ISA.

## Розвиток індустрії та комерція
Ізраїльське космічне агентство, та ізраїльська промисловість т; академія беруть активну участь на всіх різних етапах планування, розробки, будівництва, запуску та експлуатації космічних програм.
Основними підрядниками космічних програм Офек та Ерос вироблялись на заводі IAI Mabat в Єгуді. Завод «МАБАТ» несе відповідальність за центр експериментів та інтеграцію, моніторинг на місцях, а також за контрольними станціями та приймальними станціями віддалених супутників. Багато високотехнологічних компаній задіяні в різних космічних програмах в Ізраїлі, а також у виробничих підсистем та комплектуючих деталей.
TAUVEX був відірваний від DAVID, невеликого телескопа з роздільною здатністю близько п'яти метрів. В даний час вона розробляється спільно ізраїльською високотехнологічною фірмою та німецькою фірмою. Багато невеликих комерційних продуктів, пов'язаних з університетом, розробляються по всій державі.